# Prior Lake, Minnesota
Prior Lake, Minnesota là một thành phố nằm ở phía đông nam thành phố Minneapolis thuộc quận Scott thuộc tiểu bang Minnesota, Hoa Kỳ. Thành phố có diện tích 41,5  km² với diện tích mặt nước là 6,6  km², dân số theo ước tính năm 2007 của Cục điều tra dân số Hoa Kỳ là 19.319 người.